# شهرستان کونگسکیه
شهرستان کونگسکیه (به لهستانی: Powiat Końskie) یک شهرستان در لهستان است که در استان اشوی‌داشکسیه واقع شده‌است. شهرستان کونگسکیه ۱٬۱۳۹٫۹۰ کیلومتر مربع مساحت و ۸۴٬۲۳۹ نفر جمعیت دارد.